# Gyrus fusiforme
Le gyrus fusiforme T4 (ou gyrus temporal latéral) est un gyrus de la face inférieure du lobe temporal du cortex cérébral.
Il est le quatrième gyrus temporal, ou donc dit aussi T4 . Il est compris entre la scissure collatérale, en dedans, et la scissure temporo-occipitale, en dehors.
Il se prolonge continument avec le lobule fusiforme O4 du lobe occipital pour venir former le gyrus temporo-occipital (ou gyrus occipito-temporal, ou même gyrus fusiforme). Il est plus large dans sa partie moyenne.

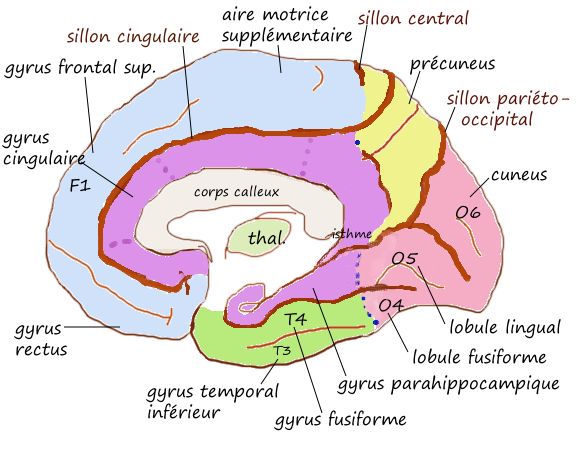
Face inféro-interne de l'hémisphère gauche.
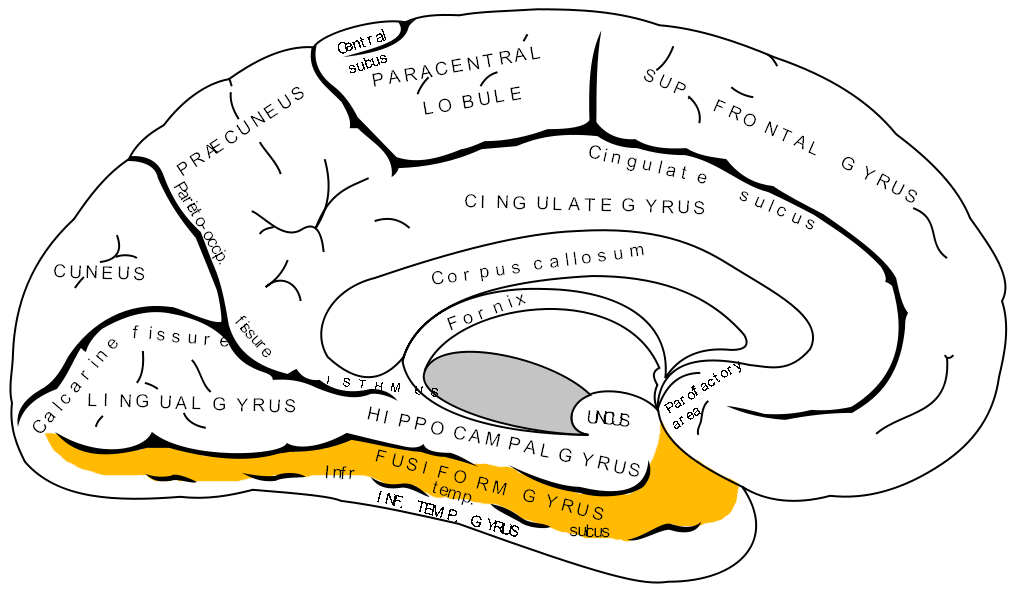
Gyrus occipito-temporal de l'hémisphère droit, nommé ici par Gray « gyrus fusiforme ».
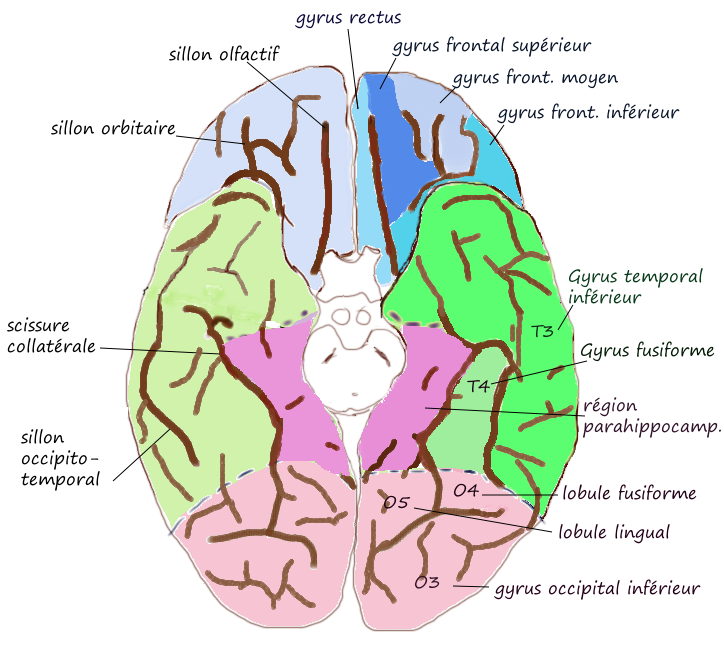
Face inférieure du cerveau.
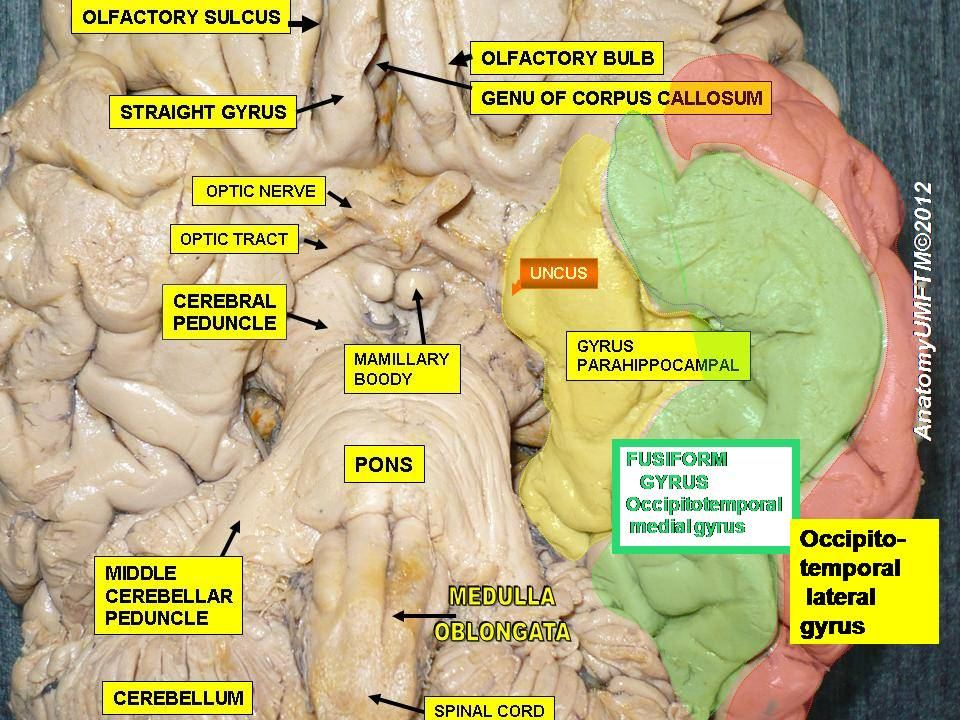
Gyrus fusiforme.
Animation du gyrus fusiforme.
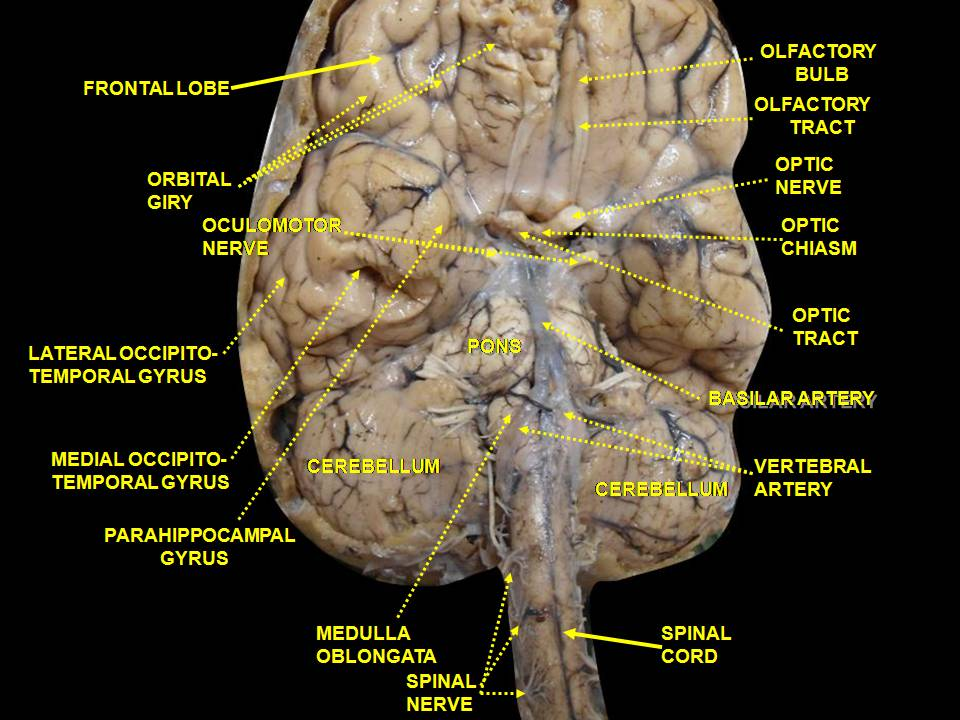
Cerebrum. Vue inférieure. Dissection profonde.
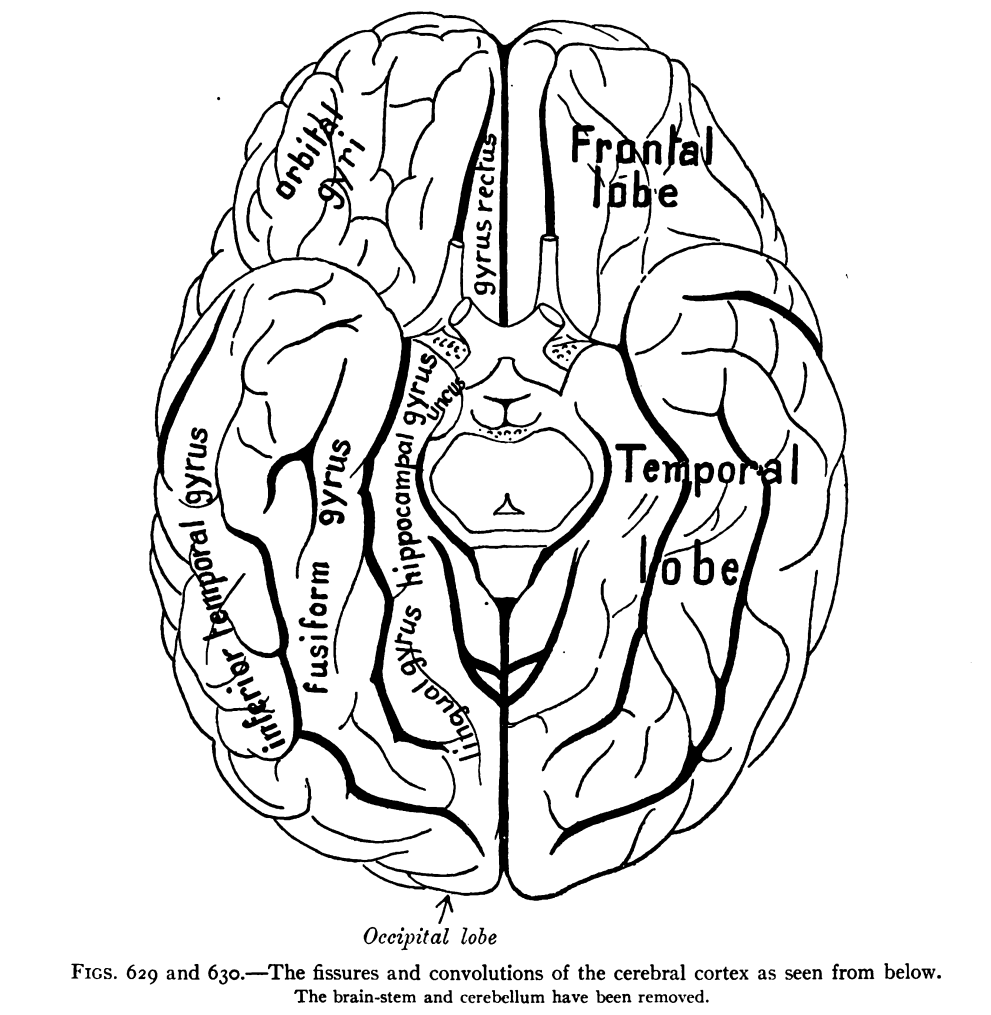
Gyrus fusiforme selon une vue ventrale.
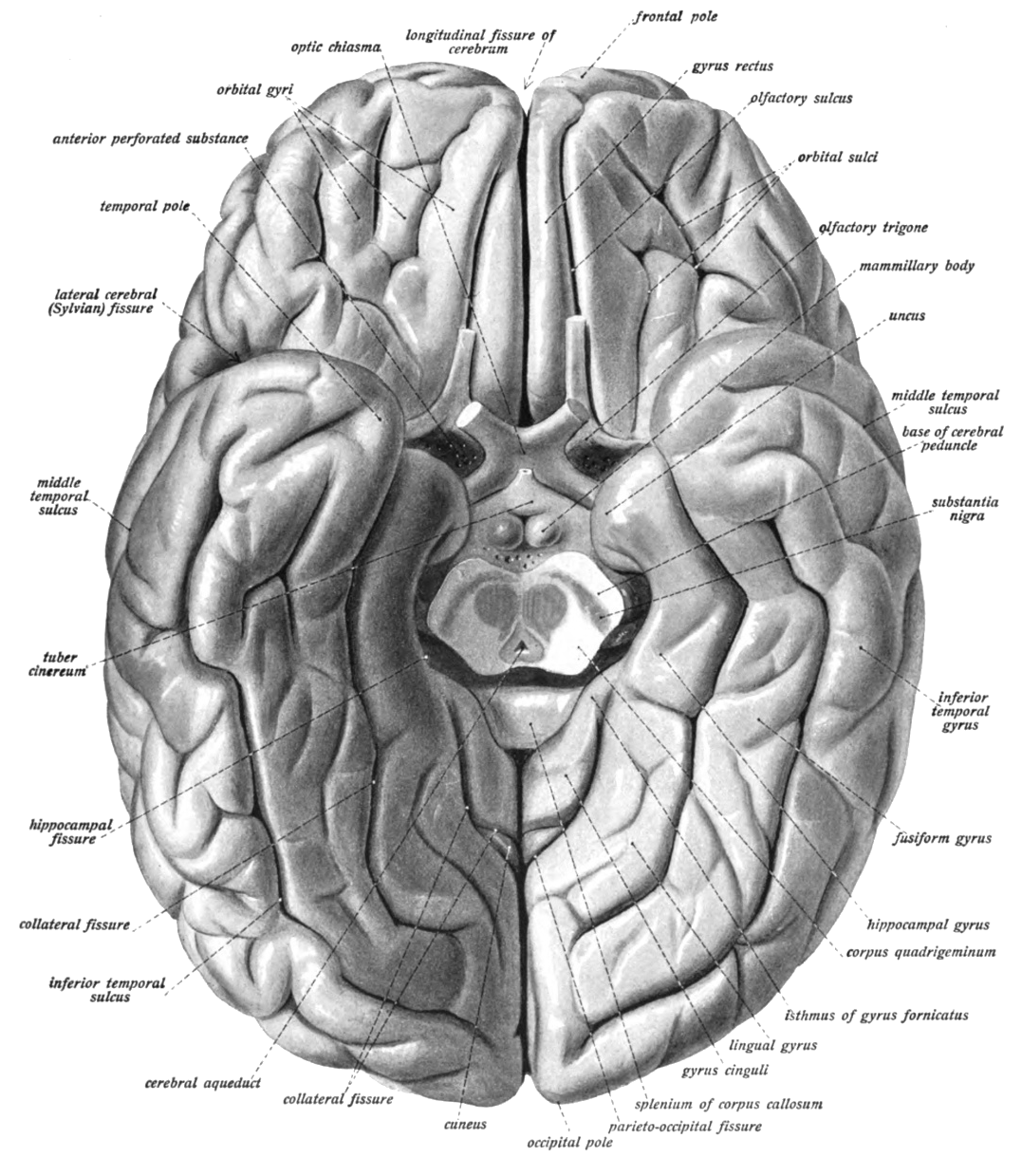
Gyrus fusiforme vu selon une vue ventrale.
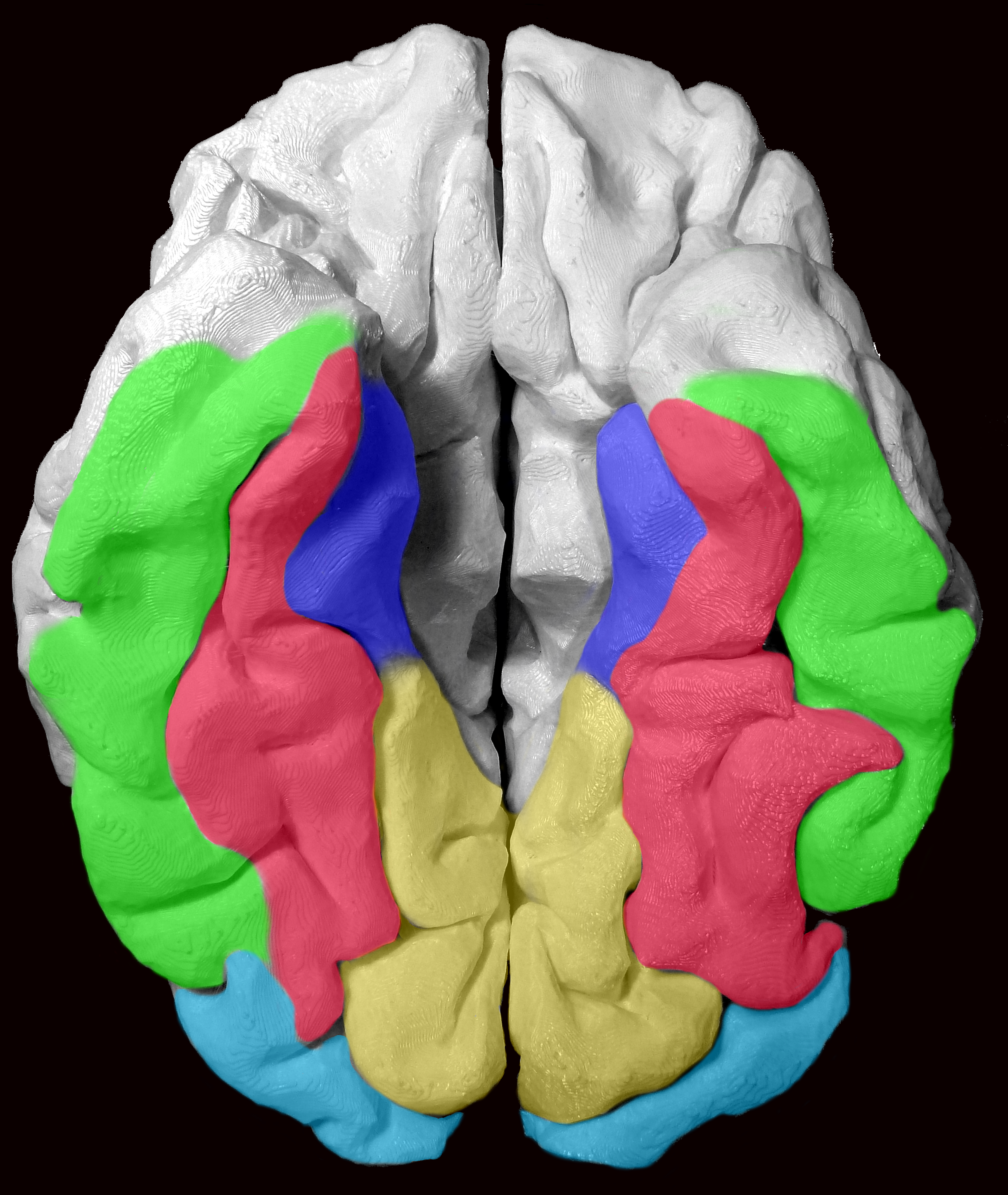
Gyrus fusiforme et gyri adjacents. Gyrus fusiforme ; gyrus inféro-temporal ; gyrus parahippocampique; gyrus lingual ; gyrus inféro-occipital.

## Rôle
Le Gyrus fusiforme est impliqué dans la perception des visages, plus particulièrement au niveau de la région appelée l'aire fusiforme des visages (en) (en anglais : fusiform face area, FFA).